# Ганик
Ганик (на латински: Gannicus, Cannicus; † 71 пр.н.е.) е келтски гладиатор, вероятно от школата на Лентул Батиат в Капуа. Смята се, че Ганик е един от най-добрите гладиатори в Капуа по това време.
Ганик заедно със Спартак, Крикс, Еномай и Каст се споменават като водачи на най-голямото робско въстание в Римската република. В началото въстанието има значителен успех, но през 71 пр.н.е. робите се изправят срещу легионите на Марк Лициний Крас. Ганик, Каст и командваните от тях около 12 000 души (според Ливий 35 000) са избити в битка близо до Региум в Южна Италия от силите на Крас.
Плутарх казва, че това е „най-храбрата“ битка, която Крас води през тази кампания. Плутарх вероятно има предвид ожесточената съпротива на келтските и германски бойци под командването на Ганик и Каст. От 12 000 убити само двама били със смъртоносни рани по гърба, което показва, че освен тях никой друг от робите не се е опитвал да избяга от бойното поле. След битката легионите на Крас си възвръщат пленени от робите по-рано – пет римски орли и 26 щандарта.